# الخبر العالمي (قناة تلفزيونية)
الخبر العالمي هي قناة إخبارية وموقع إخباري في تركيا بدأ البث في 24 سبتمبر 2018.

## روابط خارجية
- الموقع الرسمي
- الخبر العالمي  على فيسبوك.
- HaberGlobal على تويتر.
- الخبر العالمي على إنستغرام
- Global . على يوتيوب